# Rubellatoma diomedea
Rubellatoma diomedea är en snäckart som beskrevs av Bartsch och Alfred Rehder 1939. Rubellatoma diomedea ingår i släktet Rubellatoma och familjen kägelsnäckor. Inga underarter finns listade i Catalogue of Life.